# Mauromyia callitris
Mauromyia callitris là một loài ruồi trong họ Tachinidae.